# Warrenkommissionen

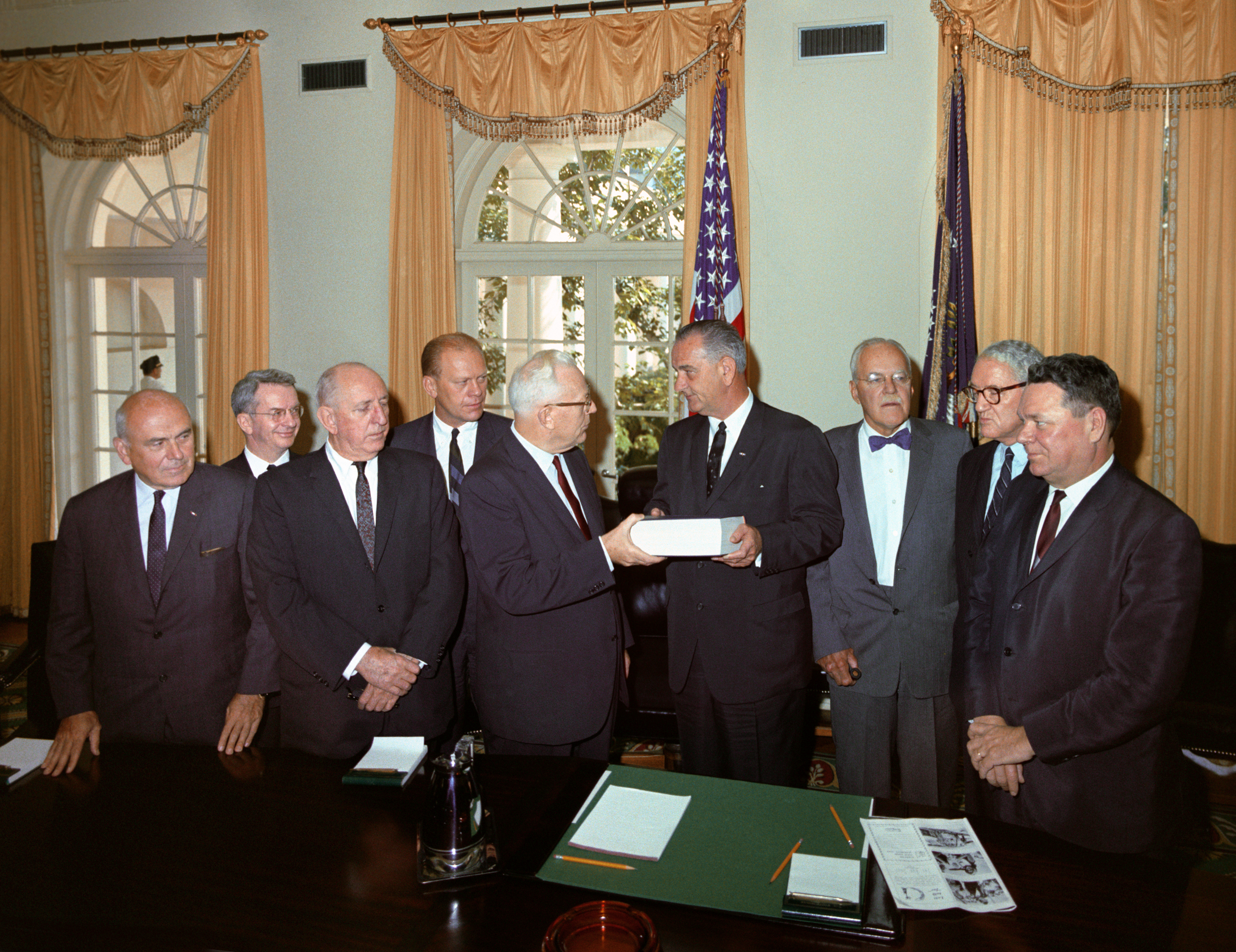
Warrenkommissionen lämnar 24 september 1964 över sin rapport till president Lyndon B. Johnson.

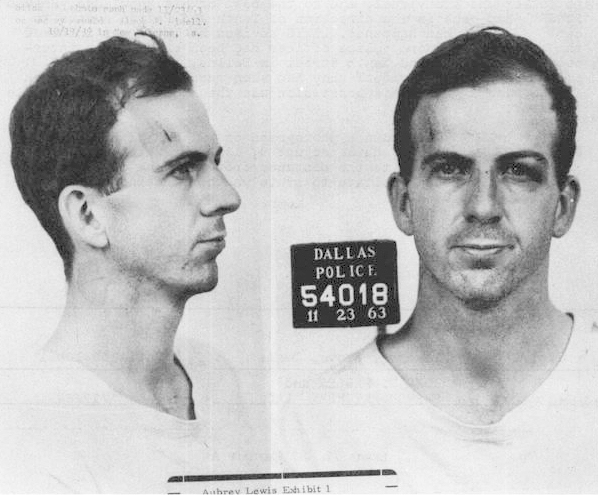
Warrenkommissionen kom fram till att Lee Harvey Oswald var ensam gärningsman vid mordet på John F. Kennedy.

The President's Commission on the Assassination of President Kennedy, eller inofficiellt Warrenkommissionen, är det samlade namnet på den grupp män som av USA:s president Lyndon B. Johnson 1963 beordrades att utreda mordet på hans företrädare John F. Kennedy i november samma år.
Kommissionen fick sitt namn från dess ordförande, dåvarande ordföranden i högsta domstolen Earl Warren. Övriga medlemmar i kommissionen var Allen Dulles (tidigare chef för CIA), Gerald Ford, Hale Boggs, John J. McCloy, Richard Russell samt John Sherman Cooper.
Till kommissionen knöts även Arlen Specter från Philadelphia, senare senator för Pennsylvania, som rättslig rådgivare. Det var Specter som gav legitimitet åt teorin om att en av kulorna hade träffat och skadat både guvernör John Connally och presidenten. Denna teori har senare ifrågasatts av många konspirationsteoretiker, som har givit den öknamnet "teorin om den magiska kulan". Den upprätthölls dock i huvudsak av 1976-1979 års kongressutredning (House Select Committee on Assassinations), som dock ifrågasatte vissa andra av Warrenkommissionens slutsatser.
Warrenkommissionens slutsats, offentliggjord den 27 september 1964 efter tio månaders arbete, var att Lee Harvey Oswald som ensam gärningsman, med 3 gevärsskott från Texas skolbokslager, dödat president John F. Kennedy och samtidigt allvarligt sårat Texas guvernör John Connally.

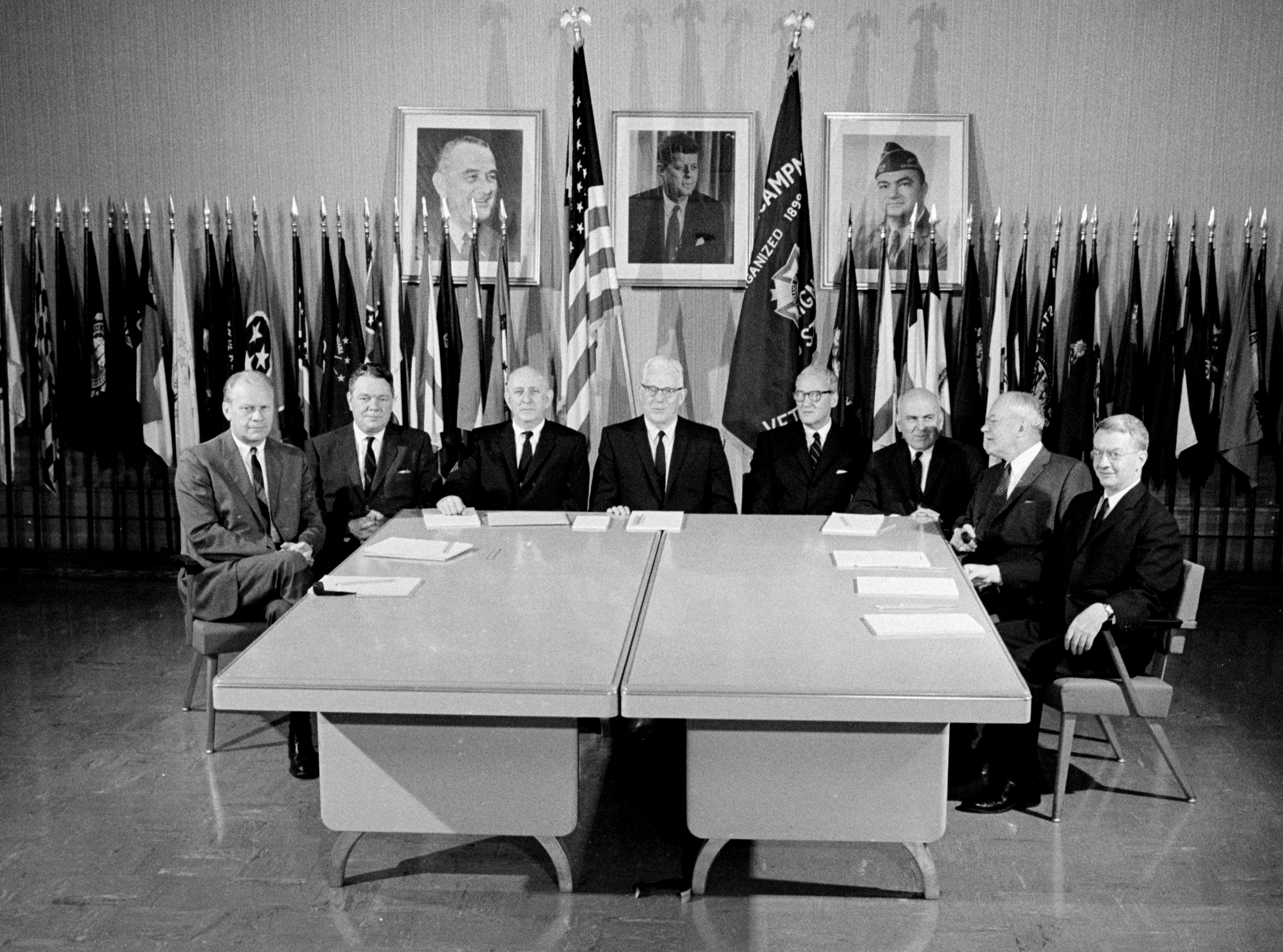
Warrenkommissionen 14 augusti 1964.